# 마쓰다이라 다다자네 (1585년)
마쓰다이라 다다자네(일본어: 松平忠実, 1585년 ~ 1652년 9월 15일)는 에도 시대 초기의 하타모토이다. 통칭은 게키노카미(外記頭).
고이 마쓰다이라 가 마쓰다이라 고레마사의 장남으로 태어났다. 동생에는 마쓰다이라 무네하루(松平宗治), 마쓰다이라 마사나가(松平昌長), 여자 형제에는 다카키 사다모리(高木貞盛)의 처, 니시오 다다테루의 후처가 있다. 마쓰다이라 이에타다의 딸을 정실로 맞았다. 자식으로는 다다마사(忠昌), 고레테루, 모토나리(元成), 다다나오(忠尚), 후카마 마쓰다이라 가 마쓰다이라 야스모리(松平康盛)의 처가 있다.
오반가시라(大番頭)가 되어, 종5위하 도사노카미(土佐守)에 서임된다. 1627년(간에이 4년), 시모사 가이조 군 내에 6천 석을 받아 고타이요리아이가 된다. 1652년(게이안 5년), 니죠 성에서 죽었다. 묘소는 지바현 조시시의 도가쿠지(等覚寺)에 있고, 법호는 등각원전일종원무대거사(等覚院殿一宗源無大居士)이다.
가독은 아들 고레테루가 이었다.
| 전임 마쓰다이라 고레마사 | 제7대 고이 마쓰다이라 가 당주 | 후임 마쓰다이라 고레테루 |